# Transport à Shenzhen

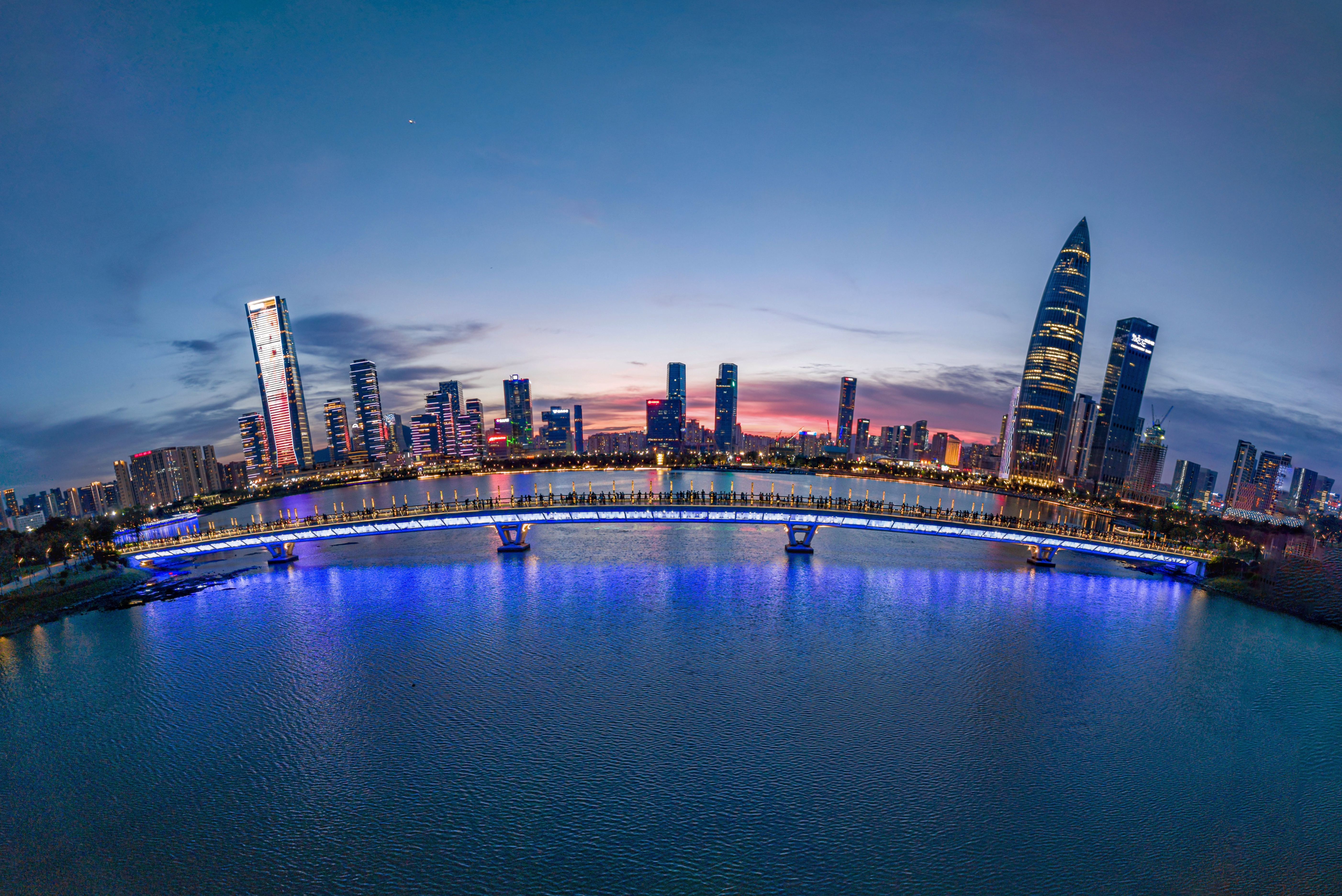
Shenzhen Bay

Shenzhen est un pôle majeur de transports en Chine. La ville dispose de nombreuses infrastructures permettant de se déplacer vers d'autres villes chinoises. L'agglomération de Shenzhen dépasse les 10 millions d'habitants, dont la majorité circule presque chaque jour.

## Route
En décembre 2017, Shenzhen est devenue la première ville majeure dans le monde à s'équiper d'une flotte de bus entièrement électrique : il s'agit de 16 359 bus au total, soit davantage que les flottes réunies de New York, du comté de Los Angeles, de la New Jersey Transit, de l'aire métropolitaine de Chicago et de Toronto,. À la même date, 62,5 % des taxis de la ville sont également électriques (soit 12 518 véhicules). L'objectif est qu'ils le soient tous d'ici 2020.
Pour ce programme de bus, Shenzhen a bénéficié, avec treize autres grandes villes, d’importantes subventions de l’État chinois, et a fait appel au fabricant chinois BYD. L’électrification des transports publics de Shenzhen est présentée comme l’avant-garde de la lutte antipollution menée par le régime. Libération estime que « pourtant, derrière les promesses de transition écologique, la réalité n’est pas aussi verte. D’après la commission municipale des transports, les bus représentent seulement 0,5 % du parc automobile de la ville, une goutte d’eau dans un océan de pollution. Surtout, selon le think tank américain World Resources Institute, l’électricité est produite à 73 % à partir de charbon, qui reste l’une des sources d’énergie les plus polluantes au monde. Les 27 % restants sont issus des énergies décarbonées, incluant le nucléaire (avec notamment la centrale de Daya Bay à 60 km de Shenzhen. [...] Autre enjeu écologique, les procédés d’extraction des minerais et métaux rares avec lesquels sont fabriquées les batteries électriques rechargeables de BYD. Cobalt, lithium, nickel, manganèse, terres rares, leur liste est longue ».

## Chemin de fer
Un document du MTR, le Railway Development to serve Greater PRD Region (Albert Yuen, 18 octobre 2008), fournit quelques informations sur la vision de l'avenir proche des transports dans le Delta de la rivière des Perles.

### Train
- Luohu :

La gare principale actuelle de Shenzhen, Gare de Shenzhen est située en face de Luo Hu Commercial City, dans le district de Luohu de Shenzhen, et est desservie par le terminus actuel de la ligne 1 du métro.
Elle reste le terminus sud de la ligne ferroviaire Guangshen, Guangzhou Shenzhen. La ligne continue effectivement  sur Lo Wu, de l’autre côté de la frontière, sur le territoire de Hong Kong, avec la ligne East Rail Line.
- Futian :

La gare de Futian (en chinois simplifié : 福田站), à la jonction de Fuzhong Sanlu (chinois simplifié: 福中三路) et de Shennan Dadao (en chinois simplifié : 深南大道), est une nouvelle gare, souterraine, dans le district de Futian, dont l'exploitation devrait commencer en 2012, desservie par une nouvelle station de métro (ligne de Shekou (蛇口线), et ligne de Longgang (龙岗线)). Elle va servir de gare d'échange pour la LGV Canton - Shenzhen - Hong Kong (en chinois simplifié: 广深港高速铁路).
- Longhua, nouvelle gare Nord :

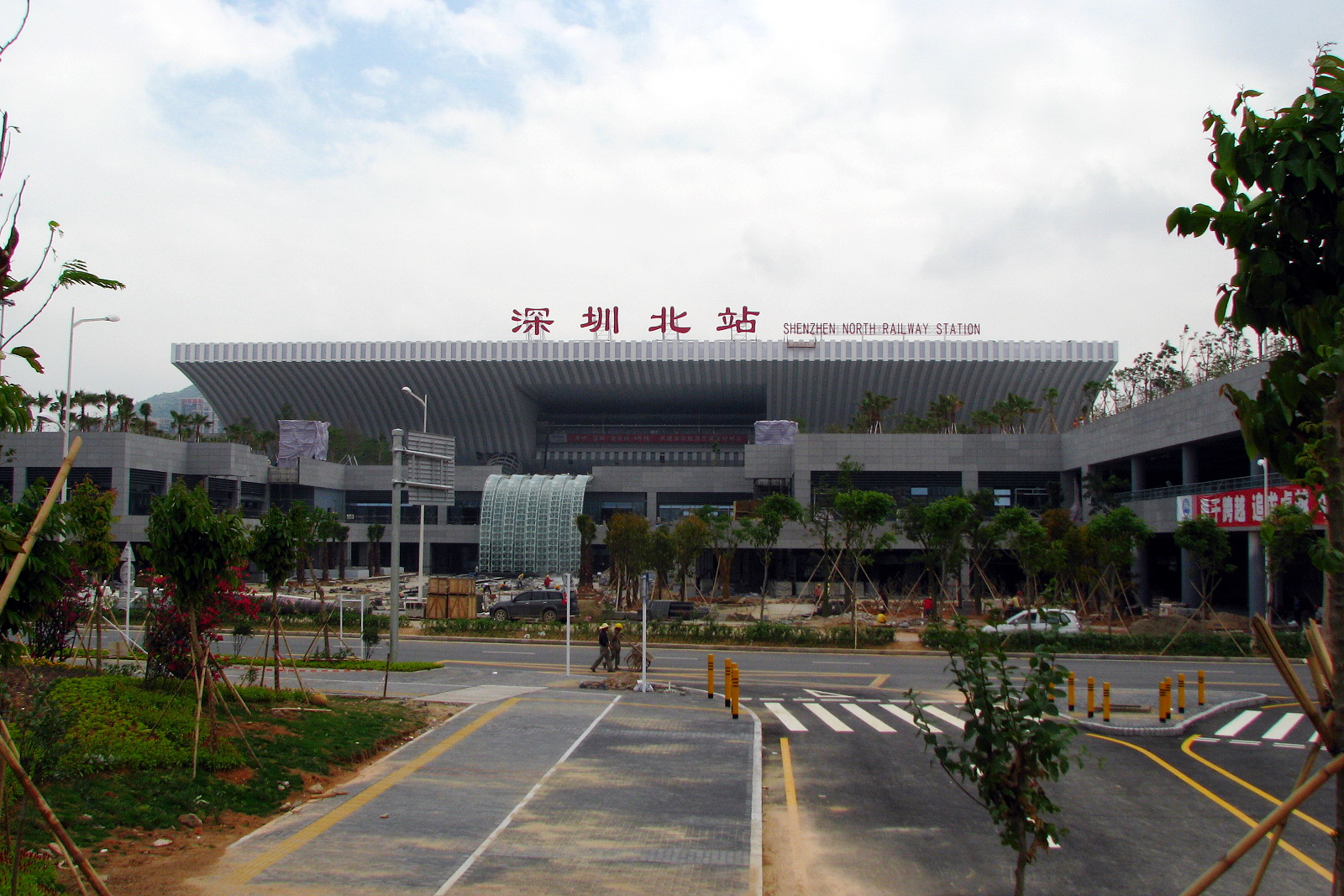
Gare de Shenzhen-Nord

La gare de Shenzhen-Nord (chinois simplifié : 深圳北站), ou Longhua Station (chinois simplifié : 龙华站), est la nouvelle gare du nord de Shenzhen, située à Longhua, district de Bao'an, desservie par une nouvelle station de métro (lignes 4,5 et 6). Elle va servir de gare d'échange, avec 11 plateformes et 20 lignes, entre les lignes Guangzhou-Shenzhen-Hong Kong Express Rail Link (en chinois simplifié : 广深港高速铁路) et Hangzhou-Fuzhou-Shenzhen Passenger Line (en chinois simplifié : 杭福深客运专线)). Commencée en 2007, elle  devrait être opérationnelle en 2011.
- Pingshan, nouvelle gare Est :

La nouvelle gare de Shenzhen-Est (en chinois simplifié: 深圳东站) est une future gare de chemin de fer, réservée au Xiashen.
- Qianhai, nouvelle gare Ouest (?):

Qianhai est le seul arrêt possible du Hong Kong-Shenzhen Airport Rail Link, (chinois:港深機場軌道聯絡綫) de 40 km, qui va relier, en 20 minutes, les deux aéroports, vers 2020.

## Air

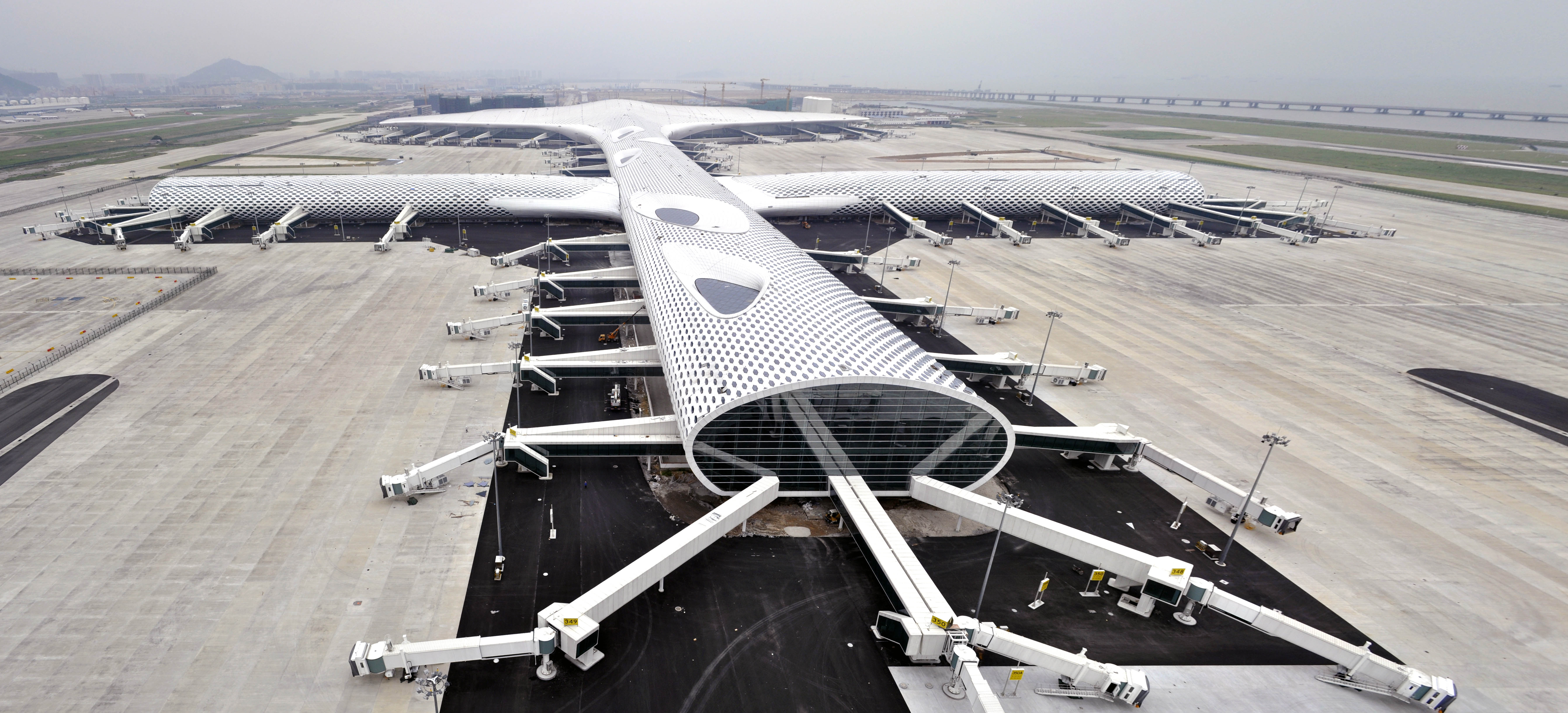
Terminal 3

#### Lignes
Les anciennes lignes vont se doubler de nombreuses nouvelles lignes, en construction, en grande partie aériennes :
- Guangshen, ou GZ-SZ, ligne ancienne (1911-1919), rénovée : 147 km, 70 minutes.
- Guangzhou-Shenzhen-Hong Kong Express Rail Link, ou  Guangshengang XRL : ligne express ouverte par étapes entre 2011 et 2016, connectant Kowloon (Hong Kong) au sud et Panyu, (Guangzhou (Guangdong)), au nord : 105 km, 6 stations ((West Kowloon), Futian, Longhua, Gongming, Humen, Dongcong, Shibi), connexion vers Pékin, 300 km/h. Quelques oppositions.
- Hangzhou-Fuzhou-Shenzhen Passenger Line, ligne express à venir : 493 km, 300 km/h.
- Xiashen, ligne express à venir : ligne express à venir.
- Hong Kong-Shenzhen Airport Rail Link, ligne réservée à la liaison entre les deux aéroports, avec prestations transfrontalières : douanes, immigration.